# کروماتوگرافی ستون کایرال
کروماتوگرافی ستونی کایرال (به انگلیسی: Chiral column chromatography) نوعی از کروماتوگرافی ستونی است که برای جداسازی ایزومرهای نوری استفاده می‌شود. فاز ساکن حاوی یکی از انانتیومرهای یک ترکیب کایرال است.
فاز ثابت کایرال را می‌توان با اتصال یک ترکیب کایرال به سطح یک تکیه‌گاه غیرکایرال مانند سیلیکا ژل تهیه کرد. فازهای ثابتِ کایرالِ متداول بر اساس الیگوساکاریدها مانند سلولز یا سیکلودکسترین (به ویژه با β-سیکلودکسترین، یک مولکول شامل هفت حلقه قندی) است.
این اصل را می‌توان در ساختن ستون‌های یکپارچه HPLC یا ستون‌های کروماتوگرافی گازی نیز به کار برد.